# 青空 (2000年の映画)
『青空』（あおぞら）は、2000年9月に公開されたピンク映画作品である。成人映画館公開時のタイトルは『果てしない欲情 もえさせて！』。その後、同年からミニシアターでの公開も順次行なわれ、この際のタイトルは『青空』となっており、原題も同名であることから、本項では『青空』と表記する。R-18指定。監督は『イチジクコバチ』『迷い猫（新宿♀日記 迷い猫）』などを発表し、ピンク四天王の一人とされているサトウトシキ。脚本はテレビ・映画で数多くの脚本を手がけ、『春との旅』などの映画監督でもある小林政広。

## ストーリー
麻薬売人の順一（向井）は、夜の路上で久美子（ゆき）を強引にレイプしてしまう。しかし、久美子は彼にふらふらついてきて、ふたりはセックスにおぼれていった。しばらくたったある日、アパートに刑事たちがやってくるが、彼はどうにかこうにか逃れる。だれもいない真夜中の海沿いの道路を、彼はただひたすら、ただひたすら、あてもなく走り続ける。そして、夜が明けて、たどり着いた熊沢（下元）の工場で働く。人のいい熊沢は素性を調べることも無く、社会保険まで加入させて彼を働かせる。熊沢の妻・礼子（清美）は、彼を強引にセックスフレンドにして、仕事の合間に性欲を処理させる。そのいっぽう、熊沢は給料の賃上げをネタにして、社員の朋子（奈賀）にたびたび性行為を強いている。そんな日々のなか、順一は休日にはただひたすら走り続ける。そして、寮の部屋で寝ころんで、武者小路実篤をただひたすら朗読する。ある日、飽きた熊沢は朋子をクビにする。その夜、順一の部屋を訪ねた朋子は泣きつくが、相手にされなかった。翌日、朋子は、金属バットで熊沢をめった打ちにして殺す。警察を恐れた順一は工場を飛び出し、東京に戻る。そして、彼は久美子と再会する。またもやセックスに溺れる2人。だが、久美子は家に帰ると言い出し、密告したのも自分と告げる。逆上した順一は久美子を殺す。早朝、だれもいない街角を、久美子の首を持ってさまよう順一がいた。

## キャスト
- 向井新吾 - 順一
- 横浜ゆき - 久美子
- 下元史郎 - 熊沢
- 伊藤清美 - 礼子
- 奈賀鞠子 - 朋子
- 川瀬陽太

## スタッフ
- 監督 - サトウトシキ
- 脚本 - 小林政広
- 企画 - 朝倉大介
- プロデューサー - 衣川仲人、森田一人
- 協力プロデューサー - 岩田治樹
- 助監督 - 城定秀夫
- 音楽 - 山田勲生
- 撮影 - 広中康人
- 照明 - 高田賢
- 録音 - 中山隆匡
- 編集 - 金子尚樹（フィルム・クラフト）
- 現象 - 東映化工（現：東映ラボ・テック）
- 録音スタジオ - 福島音響
- 協力 - 三和映材社、他

## 受賞
- 2000年度 PGベストテン5位
- 同年度 新人女優賞（横浜ゆき）※他作品も含む。
- 同年度 脚本賞（小林政広）※他作品も含む。